# Muntanya del Rabat
La muntanya del Rabat és un xicotet muntijol aïllat de calcària, amb una longitud de més d'1km de llargària situat entre els contraforts de la Serra Gallinera i el pla de l'Horta de Gandia (Safor) amb els 167 m del cim de la Creu (fent referència al seu nom, coronat per una gran creu de pedra blanca) i els 176m del vèrtex geodèsic de les Taules de la Llei o el Perico, al terme de l'Alqueria de la Comtessa. Entre els dos cims, hi ha una xicoteta plana -coneguda pel Pla de la Creu- on es troben les restes d'un poblat ibèric. Està repartida pels termes municipals de Rafelcofer al nord-oest, l'Alqueria de la Comtessa al nord-est i la Font d'en Carròs al sud. Té una orientació NO-SE i pertany a la zona de transició entre el Sistema Ibèric i la zona prebètica.
Per la base del seu vessant sud -en terme de la Font- discorre l'Autopista AP-7, que en la seua construcció va provocar el clevillament de gran part d'esta vessant quasi des del seu cim i el seu desplaçament en grans blocs. En la seua cara nord es localitza la fonteta de Quaresma, xicoteta excavació destinada a la recollida de les infiltracions produïdes per la pluja, zona hui dia condicionada com una àrea recreativa.
Al seu cim està solcat de nord a sud per un camí, des del pic de la Creu fins al Perico, i que baixa a la font de la Quaresma en el seu vessant nord. Este camí té tres vies d'accés: dos d'elles des de Rafelcofer, a l'extrem més occidental del turó, la primera part des dels peus del trinquet, a l'Alcudiola i la segona des del lateral del cementeri de la població, confluint les dos al pla del dipòsit d'aigua; la tercera senda se situa en la mitat de la base de la seua cara nord, al terme de l'Alqueria i des d'ella s'accedix directament al paratge de la font de la Quaresma.
Els materials geològics que afloren en esta lloma pertanyen al període Juràssic, i estan formats per dolomies, en contraposició als materials dipositats a les planes basals, dedicades a explotacions citrícoles, propis del quaternari i formats de sorres argiloses amb cudols propi del ventall al·luvial del riu Serpis. Tectònica presenta tres xicotetes falles perpendiculars a l'eix longitudinal del seu cim i del que partix fins a contactar amb la plana al·luvial, dos d'elles en el seu vessant sud a l'actual zona clevillada i la tercera en el seu vessant nord.
En funció de les dades obtingudes a l'estació metereològica situada a Rafelcofer, el bioclima de la zona és mediterrani pluviestacional-oceànic, dins del termotipo termomediterrani superior i un ombroclima subhumit.